# Acolea
Acolea, biljni rod iz porodice Gymnomitriaceae. Postoji 12 vrsta jetrenjarki unutar roda.

## Vrste
1. Acolea alpina (Gottsche ex Husn.) C. Massal.
2. Acolea andreaeoides (H. Lindb.) Stephani
3. Acolea cochlearis (Lindb.) Stephani
4. Acolea concinnata (Lightf.) Dumort.
5. Acolea conferta (Limpr.) C. Massal. & Carestia
6. Acolea crassifolia (Carrington) Stephani
7. Acolea crenulata (Gottsche ex Carrington) Dumort.
8. Acolea erythrorhiza (Bisch.) Trevis.
9. Acolea lutescens (Lehm. & Lindenb.) Trevis.
10. Acolea obtusa (Lindb.) Stephani
11. Acolea physcaula (Hook. f. & Taylor) Trevis.
12. Acolea varians (Lindb.) Stephani